# Hundelaufband

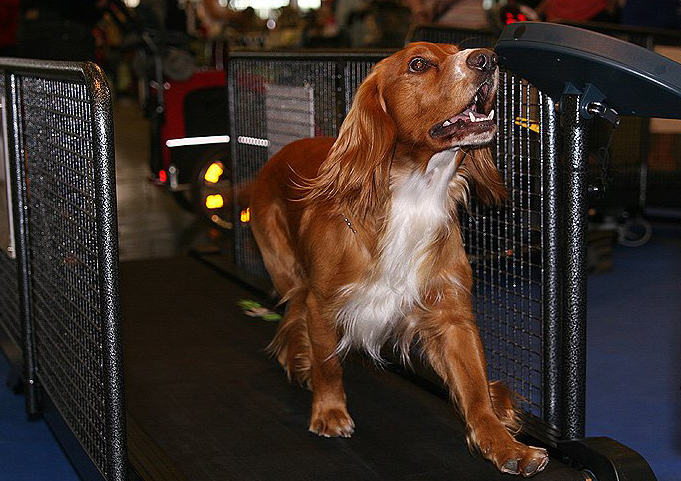
Hund auf Hundelaufband

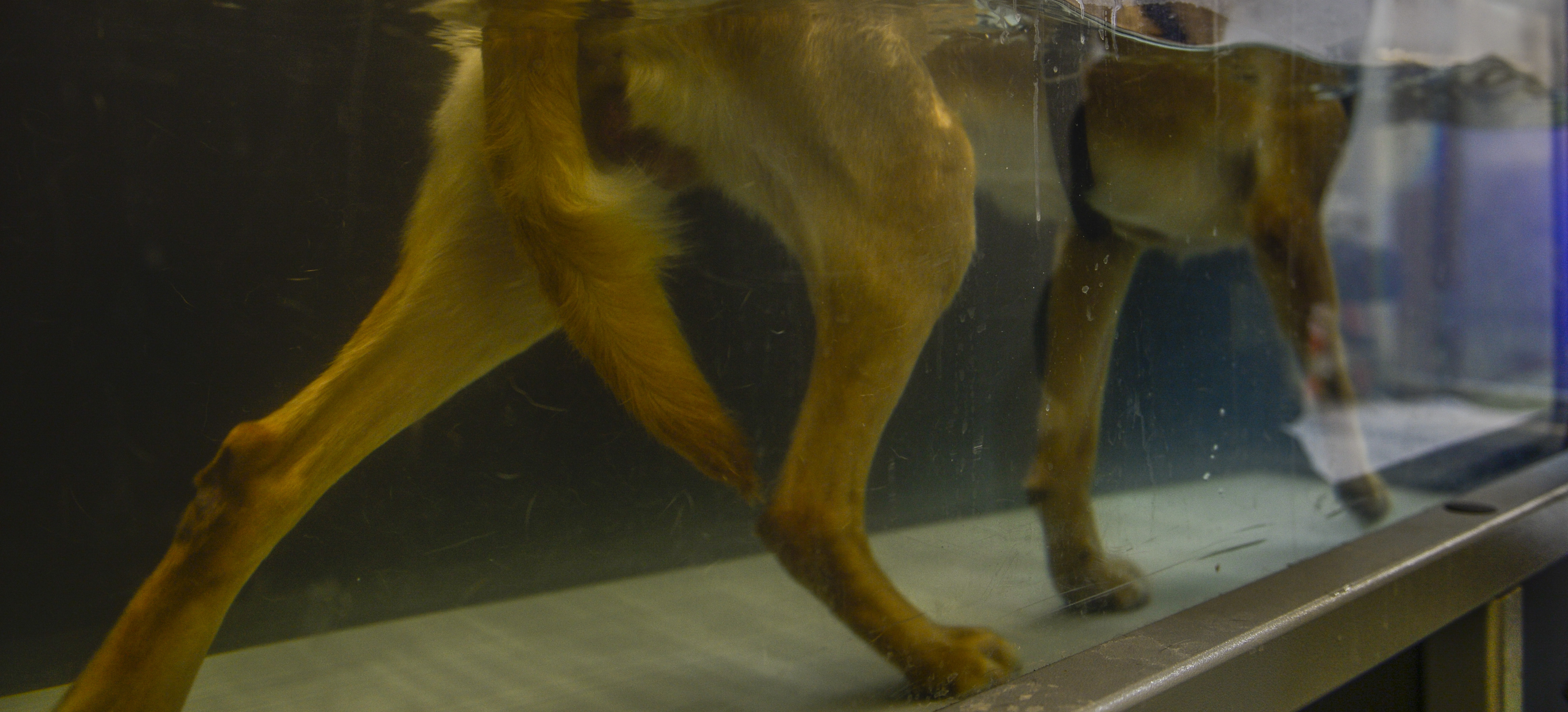
Hund auf einem Unterwasser-Laufband

Unter einem Hundelaufband versteht man ein Laufband für Hunde, welches einem Laufband für Menschen in vielerlei Hinsicht ähnlich ist. Verschiedene Hersteller bieten sie motorbetrieben, aber auch manuell betrieben an. Eine weitere Variante stellen sogenannte Aquatrainer bzw. Unterwasser-Laufbänder dar, bei denen durch den Auftrieb das Eigengewicht des Hundes um bis zu 90 % reduziert und somit die Belastung der Gelenke minimiert wird.
Je nach Hersteller variieren Optionen wie Einstellbarkeit der Geschwindigkeit, Steigung und/oder Neigung, die Abmessung der Lauffläche und gebotene Sicherheitsfunktionen. Auch die Erstellung, Speicherung und das Abrufen von programmierten Trainingsprogrammen ist je nach Modell möglich. 
Der Einsatzbereich von Hundelaufbändern ist meist die therapeutische Rehabilitation nach Operationen bzw. Krankheiten und in der Forschung. Obwohl auch für den Privatbereich erhältlich, werden sie größtenteils in Physiotherapie- oder Krankengymnastik-Praxen und Tierkliniken verwendet. Das gezielte Training ermöglicht den präzisen und kontrollierten Muskelaufbau, welcher bei einem einfachen Spaziergang nicht in diesem intensiven und gezielten Maße gegeben ist.